# قمر آدم علي
قمر آدم علي ( (بالصومالية: Qamar Aadan Cali)‏ (19 سبتمبر 1957 - 3 ديسمبر 2009) محامية وسياسية صومالية. شغلت منصب وزيرة الصحة في الحكومة الاتحادية الانتقالية في الصومال وتوفيت في تفجير فندق شامو 3 ديسمبر 2009.

## خلفية
ولدت قمر آدم علي في 19 سبتمبر 1957 في قرية صغيرة تابعة إداريا للعاصمة الصومالية مقديشو، وتعتبر الثالثة بين إخوتها 11، عاشت قمر طفولتها في مقديشو، حيث تلقت تعليمها الأساسي والثانوي حتى حصولها على البكالوريوس، بعدها انتقلت إلى ألمانيا الشرقية لدراسة العلوم السياسية، و درست القانون لاحقًا في إنجلترا، اجتازت اختبار نقابة المحامين وحصلت على الجنسية البريطانية، في منتصف التسعينيات عادت قمر إلى موطنها الصومال، حيث انضمت لاحقًا إلى الحكومة الفيدرالية الانتقالية في البلاد. وعينت وزيرة للصحة في حكومة عبد الله يوسف أحمد في 2 ديسمبر 2007، وعينت وزيرة للوزارة نفسها في حكومة شريف شيخ أحمد في 21 فبراير 2009، وشغلت المنصب حتى وفاتها 

## وفاتها
في 3 ديسمبر 2009، توفيت قمر آدم علي برفقة وزير التربية والتعليم أحمد عبد الله واييل، ووزير التعليم العالي إبراهيم حسن عدو، في تفجير انتحاري في فندق شامو بالعاصمة الصومالية مقديشو. لدى مشاركتهم في حفل تخرج طلبة كلية الطب بجامعة بنادر،  ووصف الرئيس الصومالي شريف شيخ أحمد التفجير فيما بعد بأنه "كارثة وطنية".
كانت قمر قد تحدثت مع شقيقها محمد آدم علي قبل عدة ساعات من الهجوم، محاولةً إقناعه بالعودة إلى الصومال للمشاركة في برنامج الأطباء الجديد. وبعد وفاتها قرر محمد مواصلة تنفيذ خطط قمر قائلا "تراث أختي سيستمر ولن نتوقف. ليعلم العالم أن الشعب الصومالي مستعد للموت، بشجاعة، لن نتوقف أبدًا عن تقديم الخدمة لشعبنا ".
بعد وفاة الوزيرة قمر أطلق اسمها على إحدى مدارس العاصمة الصومالية مقديشو، وكان من المقرر تجديدها عام 2018 كما أعلنت الوزيرة الصومالية ديقه ياسين في أكتوبر 2018.